# Знак равенства

Известное выражение со знаком равенства

Знак ра́венства (=) в математике — символ, который пишется между двумя идентичными по своему значению математическими выражениями. Оба эти выражения чаще всего числовые, но могут быть и любыми другими, для которых определено понятие равенства — например, допускаются равенства векторные, логические, текстовые, матричные, тензорные, аналитические, теоретико-множественные и другие.

## История появления
Знак равенства в современной форме предложил валлийский математик XVI века Роберт Рекорд  в своём труде The Whetstone of Witte («Оселок остроумия», 1557). Он обосновал применение двух параллельных штрихов так (орфография оригинала — ранненовоанглийский):
|                        | And to auoide the tediouſe repetition of theſe woordes : is equalle to : I will ſette as I doe often in woorke vſe, a paire of paralleles, or Gemowe lines of one lengthe, thus: =, bicauſe noe .2. thynges, can be moare equalle. |  | И чтобы избежать утомительного повторения этих слов : является равным : я буду рисовать, как часто делаю в рабочем обиходе, пару параллелей, или линий-близнецов одной длины, таким образом: =, ибо никакие две вещи не могут быть более равными. |  |
| The Whetstone of Witte | |  | |  |

До этого в античной и средневековой математике равенство обозначалось словесно (например est egale). Как можно видеть на изображении страницы из книги Рекорда, введённый им знак равенства был значительно длиннее современного. В своих более ранних трудах в качестве символа равенства Рекорд использовал букву Z.

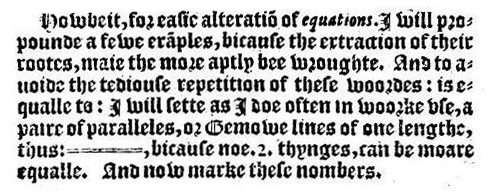
Абзац из The Whetstone of Witte, где вводится знак равенства

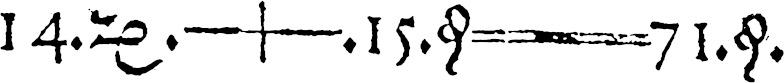
Первое печатное появление знака равенства в математической формуле (записано уравнение)

Символ Рекорда получил распространение далеко не сразу. Рене Декарт в XVII веке для обозначения равенства использовал символ æ (от лат. aequalis), а современный знак равенства у него означал, что последующее выражение может быть отрицательным. Франсуа Виет знаком равенства обозначал операцию вычитания. В континентальной Европе знак «=» был введён Лейбницем только на рубеже XVII—XVIII веков, то есть более чем через 100 лет после смерти Роберта Рекорда.

## Таблица математических знаков (символов) эквивалентности с кодами Unicode
| знак | Unicode значение | Название знака                            |   | знак   | Unicode значение                     | Название знака |
| =    | U+003D           | равно                                     | ≠ | U+2260 | не равно                             |                |
| ≃    | U+2243           | асимптотически равно                      | ≄ | U+2244 | асимптотически не равно              |                |
| ≅    | U+2245           | конгруэнтность (геометрическое равенство) | ≆ | U+2246 | равно приблизительно, но не точно    |                |
|      |                  |                                           | ≇ | U+2247 | не равен ни приблизительно, ни точно |                |
| ≌    | U+224C           | конгруэнтность                            | ≂ | U+2242 |                                      |                |
| ≈    | U+2248           | примерно равно                            | ≉ | U+2249 |                                      |                |
| ∝    | U+221D           | пропорционально                           |   |        |                                      |                |
| ≡    | U+2261           | идентично, тождество                      | ≢ | U+2262 | не идентично                         |                |
| ≊    | U+224A           | равно или почти равно                     | ≋ | U+224B | тройная тильда, конгруэнтность       |                |
| ≍    | U+224D           | эквивалентно                              | ≣ | U+2263 | строго эквивалентно                  |                |
| ≎    | U+224E           | геометрически эквивалентно                | ≏ | U+224F | геометрически неэквивалентно         |                |
| ≐    | U+2250           | округлённо равно                          | ≑ | U+2251 |                                      |                |
| ≒    | U+2252           | обратное преобразование Лапласа           | ≓ | U+2253 | прямое преобразование Лапласа        |                |
| ≔    | U+2254           | присваивание                              | ≕ | U+2255 |                                      |                |
| ≘    | U+2258           | соответствует                             | ≚ | U+225A | равноугольный                        |                |
| ≗    | U+2257           |                                           | ≙ | U+2259 | соответствует                        |                |
| ≞    | U+225E           |                                           | ≟ | U+225F | может быть равно                     |                |
| ≜    | U+225C           | Равно по определению                      | ≝ | U+225D | Равно по определению                 |                |
| ≛    | U+225B           |                                           | ≖ | U+2256 |                                      |                |

## Похожие символы
- «≠» — не равно (в программировании обычно используется «!=», «<>» или «#»).
- «≈» — «приблизительно равно». Используется при обозначении двух величин, разницей между которыми в данной задаче можно пренебречь.
- «≃» — используется для обозначения гомеоморфных пространств в топологии.
- «~» — «асимптотически равно», «пропорционально». Иногда используется для обозначения пропорциональности двух величин или подобия в геометрии.
- «≡» — «тождественно равно». Используется для обозначения двух идентичных (равных при любых значениях входящих параметров) выражений. Также для сравнения по модулю.
- «:=» — часто используется для обозначения оператора присваивания, а также, наряду с «≜» и «≝» для равенства по определению.
- «≌» — используется для обозначения конгруэнтных фигур в геометрии и диффеоморфных многообразий в дифференциальной геометрии.
- «≅» — используется при отсутствии полного лексического или стилистического соответствия иноязычного слова или выражения и его русского переводного эквивалента[3].

## Применение в информатике
В языках программирования символ = чаще всего используется для операций сравнения и/или присваивания. В некоторых языках (например, Basic) символ используется для обеих операций, в зависимости от контекста. В языках C, PHP и т. п. = обозначает присваивание, равенство записывается как ==. В Pascal, напротив, = обозначает равенство, присваивание обозначается :=. В Perl операторы для сравнения строк отличаются от операторов для сравнения чисел, равенство строк проверяет eq.